# Sistema de educación media superior de la UANL
El Sistema de Preparatorias de la UANL consta de 29 escuelas públicas en Nuevo León, México, afiliadas a la Universidad Autónoma de Nuevo León. Las preparatorias cuentan con varios programas como el bachillerato propedéutico, el programa bilingüe, el programa bivalente en educación bilingüe, el programa binacional en educación bilingüe, el programa técnico y el título de Técnico Superior Universitario. Tres escuelas ofrecen educación técnica y una escuela, CIDEB, ofrece el Programa del Diploma del Bachillerato Internacional. Quince escuelas se encuentran en la zona metropolitana de Monterrey.

## Historia
El 31 de mayo de 1933, con el surgimiento de la UANL, se estableció la Escuela de Bachilleres en el Colegio Civil. En aquel entonces, el Colegio Civil también albergaba una facultad de derecho. Posteriormente, en 1939, se fundó la Escuela Nocturna para Trabajadores (hoy Preparatoria 3).
En 1955 la Escuela de Bachilleres se dividió en tres: Preparatoria 1 en el Colegio Civil, Preparatoria 2 en el barrio Mitras, y Preparatoria 3 Escuela Nocturna en el Colegio Civil. También pasó a llamarse Preparatoria 4 de Linares.
La Escuela de Artes y Labores Pablo Livas fue fundada en 1921 por Anastasio A. Treviño Martínez; en 1933 se incorporó a la UANL. La Pablo Livas fue una escuela para niñas hasta 1974, cuando se convirtió en mixta.
La Escuela Industrial Álvaro Obregón fue fundada en 1930 por Aarón Saénz Garza y fue incorporada en 1933 en la UANL. La EIAO tenía el edificio en el centro de Monterrey y ofrecía cursos de mecánica e industrial.
Carlos Torres González, director de la Preparatoria 22 en Ciudad Guadalupe, murió tras recibir al menos seis disparos el 14 de julio de 2017. Se desconoce si se trató de un intento de robo o de un asesinato selectivo.

## Bachillerato
| Preparatoria    | Ubicación                                                                 | Fundación                                            |
| --------------- | ------------------------------------------------------------------------- | ---------------------------------------------------- |
| Preparatoria 1  | Apodaca                                                                   | 31 de mayo de 1933                                   |
| Preparatoria 2  | Monterrey                                                                 | 12 de diciembre de 1955                              |
| Preparatoria 3  | Monterrey                                                                 |                                                      |
| Preparatoria 4  | Linares                                                                   |                                                      |
| Preparatoria 5  | Sabinas Hidalgo                                                           | 1964                                                 |
| Preparatoria 6  | Montemorelos                                                              |                                                      |
| Preparatoria 7  | San Nicolás de los Garza (Las Puentes) San Nicolás de los Garza (Oriente) | 6 de septiembre de 1966 (Las Puentes) 1981 (Oriente) |
| Preparatoria 8  | Guadalupe                                                                 | 1967                                                 |
| Preparatoria 9  | Monterrey                                                                 | 2 de septiembre de 1970                              |
| Preparatoria 10 | Doctor Arroyo                                                             |                                                      |
| Preparatoria 11 | Cerralvo                                                                  |                                                      |
| Preparatoria 12 | Cadereyta Jiménez                                                         |                                                      |
| Preparatoria 13 | Allende                                                                   |                                                      |
| Preparatoria 14 | General Terán                                                             |                                                      |
| Preparatoria 15 | Monterrey (Florida) Monterrey (Madero)                                    |                                                      |
| Preparatoria 16 | Escobedo San Nicolás de los Garza                                         | 17 de septiembre de 1974                             |
| Preparatoria 17 | Ciénega de Flores                                                         |                                                      |
| Preparatoria 18 | Hidalgo                                                                   |                                                      |
| Preparatoria 19 | García                                                                    |                                                      |
| Preparatoria 20 | Santiago                                                                  |                                                      |
| Preparatoria 21 | China                                                                     | 21 de agosto de 1984                                 |
| Preparatoria 22 | Guadalupe                                                                 | 5 de septiembre de 1975                              |
| Preparatoria 23 | San Pedro Garza García Santa Catarina                                     |                                                      |
| Preparatoria 24 | Anáhuac                                                                   |                                                      |
| Preparatoria 25 | Escobedo                                                                  | 25 de septiembre de 2005                             |

## Técnicas
| Preparatoria                                                       | Ubicación | Fundación                                                                     | Area             |
| ------------------------------------------------------------------ | --- | ----------------------------------------------------------------------------- | ---------------- |
| Preparatoria Técnica Médica                                        | Monterrey | 7 de agosto de 1974                                                           | Medicamento      |
| Escuela Industrial Álvaro Obregón                                  | Monterrey (Unidad Churubusco) Guadalupe (Unidad Tres Caminos) San Nicolás de los Garza (Unidad Santo Domingo) Linares (Unidad Linares) | Enero de 2005 (Unidad Linares)                                                | Escuela Técnica  |
| Escuela Industrial Pablo Livas                                     | Monterrey (Unidad Centro) Escobedo (Unidad Poniente)                                                                                   | 2 de abril de 1921 (Unidad Centro) 24 de septiembre de 1997 (Unidad Poniente) | Escuela Técnica  |
| Centro de Investigación y Desarrollo de Educación Bilingüe (CIDEB) | Monterrey | 2000                                                                          | Escuela Bilingüe |